# 월학초등학교
월학초등학교는 대한민국 강원특별자치도 인제군에 있는 초등학교다.

## 학교 연혁
- 1954년 7월 20일 원통국민학교 월학분교장 인가
- 1956년 4월 1일 월학국민학교 승격
- 1981년 3월 16일 병설유치원 인가
- 2013년 2월 8일 제58회 졸업식 거행(누계 1,372명)
- 2013년 12월 16일 제25대 김순희 교장 부임
- 2014년 2월 11일 제59회 졸업식 거행(누계 1,377명)